# Grzywacz (Poméranie-Occidentale)
Pour les articles homonymes, voir Grzywacz.
Grzywacz est une localité polonaise de la gmina rurale de Krzęcin, située dans le powiat de Choszczno en voïvodie de Poméranie-Occidentale. Elle se trouve à environ 11 km au sud-est de la ville de Choszczno et 71 km au sud-est de Szczecin, la capitale régionale. 

## Géographie

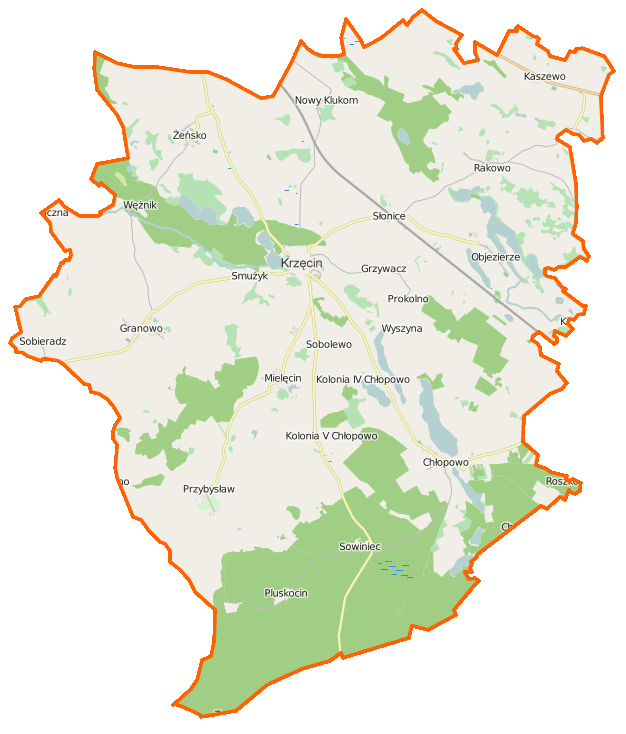
Carte de la gmina de Krzęcin.